# رقصنده کثیف
"رقصنده کثیف" (به انگلیسی: Dirty Dancer) عنوان تگ آهنگی از خواننده اسپانیایی، آمریکایی "انریکه ایگلسیاس" و خواننده آمریکایی آشر است که در ۹ می ۲۰۱۱ توسط یونیور سال و یونیور سال لاتین منتشر شد. رمیکس این آهنگ همراه با لیل وین رپر آمریکایی و نیر خواننده پاپ آمریکایی ساخته شده است. این آهنگ توسط رد وان ساخته شده و اشخاصی مانند اوان بگارت و اریکا نوری نوشته شده است.
آهنگ قبلی این آهنگ به نام امشب (من عاشقتم) است و آهنگ بعدی (آیر) است. این آهنگ متعلق به هفتمین آلبوم انریکه ایگلیاس به نام خوشحالی و هفتمین آلبوم آشر به نام مخالف است.